# Údolí Bystřice
Údolí Bystřice este o arie protejată (arie specială de conservare — SAC, sit de importanță comunitară — SCI) din Republica Cehă întinsă pe o suprafață de 751,12 ha, integral pe uscat.

## Localizare
Centrul sitului Údolí Bystřice este situat la coordonatele 49°39′57″N 17°24′35″E / 49.665833°N 17.409722°E.

## Înființare
Situl Údolí Bystřice a fost declarat sit de importanță comunitară în noiembrie 2009 pentru a proteja 1 specie de animale. Situl a fost protejat și ca arie specială de conservare în martie 2017.

## Biodiversitate
Situată în ecoregiunea continentală, aria protejată conține 4 habitate naturale: Pante stâncoase silicioase cu vegetație casmofită, Păduri de fag Luzulo-Fagetum, Păduri de fag Asperulo-Fagetum, Păduri pe pante, grohotișuri și ravene de Tilio-Acerion.
La baza desemnării sitului se află o specie protejată de  nevertebrate: Euplagia quadripunctaria.